# 湖州市轨道交通集团
湖州市轨道交通集团有限公司，为中华人民共和国浙江省湖州市于2020年成立的一家公司，该公司为市交通集团下属全资子公司。 

## 揭牌
2020年10月14日，湖州市委书记马晓晖、市政协主席杨建新共同给该公司揭牌。

## 职责
该公司主要承担湖州城市轨道和市域铁路投资建设、经营管理、产业开发职责。，2020年，湖州市委书记马晓晖在接受香港商报记者采访时说到，该公司专门成立为全面打造轨道上的湖州，该公司亦有为轨道上的湖州建设发展研究进行过招标。

## 控股公司
该轨道集团控股浙江如通苏湖城际铁路有限公司,该公司为如东经南通苏州至湖州城际铁路（浙江段）的拥有者，控股比例为百分之66。